# سنگوکو هیده‌هیسا
سنگوکو هیده‌هیسا، گُونبِی (به ژاپنی: (仙石 秀久 Sengoku Hidehisa)؛ ۲۰ فوریه ۱۵۵۲ – ۱۳ ژوئن ۱۶۱۴) سیاست‌مدار اهل ژاپن در دوره سنگوکو و دوره ادو بود.